# Saint-Aubin-de-Courteraie
Pour les articles homonymes, voir Saint-Aubin.
Saint-Aubin-de-Courteraie est une commune française, située dans le département de l'Orne en région Normandie, peuplée de 130 habitants.

## Géographie

### Localisation
La commune est aux confins du Perche et de la campagne d'Alençon. Son bourg est à 6,5 km au sud-ouest de Moulins-la-Marche, à 8 km au nord-ouest de Bazoches-sur-Hoëne et à 9 km au sud-est de Courtomer.
| Saint-Agnan-sur-Sarthe                 | Mahéru, Moulins-la-Marche                       | Saint-Martin-des-Pézerits |
| Saint-Agnan-sur-Sarthe                 | Saint-Aubin-de-Courteraie                       | Saint-Ouen-de-Sécherouvre |
| Le Plantis, Sainte-Scolasse-sur-Sarthe | Champeaux-sur-Sarthe, Saint-Germain-de-Martigny | Saint-Ouen-de-Sécherouvre |

### Hydrographie
La commune est située dans le bassin Loire-Bretagne. Elle est drainée par la Sarthe et un bras de la Sarthe.
La Sarthe, d'une longueur de 314 km, prend sa source dans la commune de Soligny-la-Trappe, au hameau de Somsarthe, c'est-à-dire "sommet de la Sarthe", à une altitude de 250 mètres. Sur une grande partie de son cours, elle marque alors la limite entre les départements de l'Orne et de la Sarthe et conflue avec la Mayenne à Angers à une altitude de 15 mètres, pour former la Maine. 

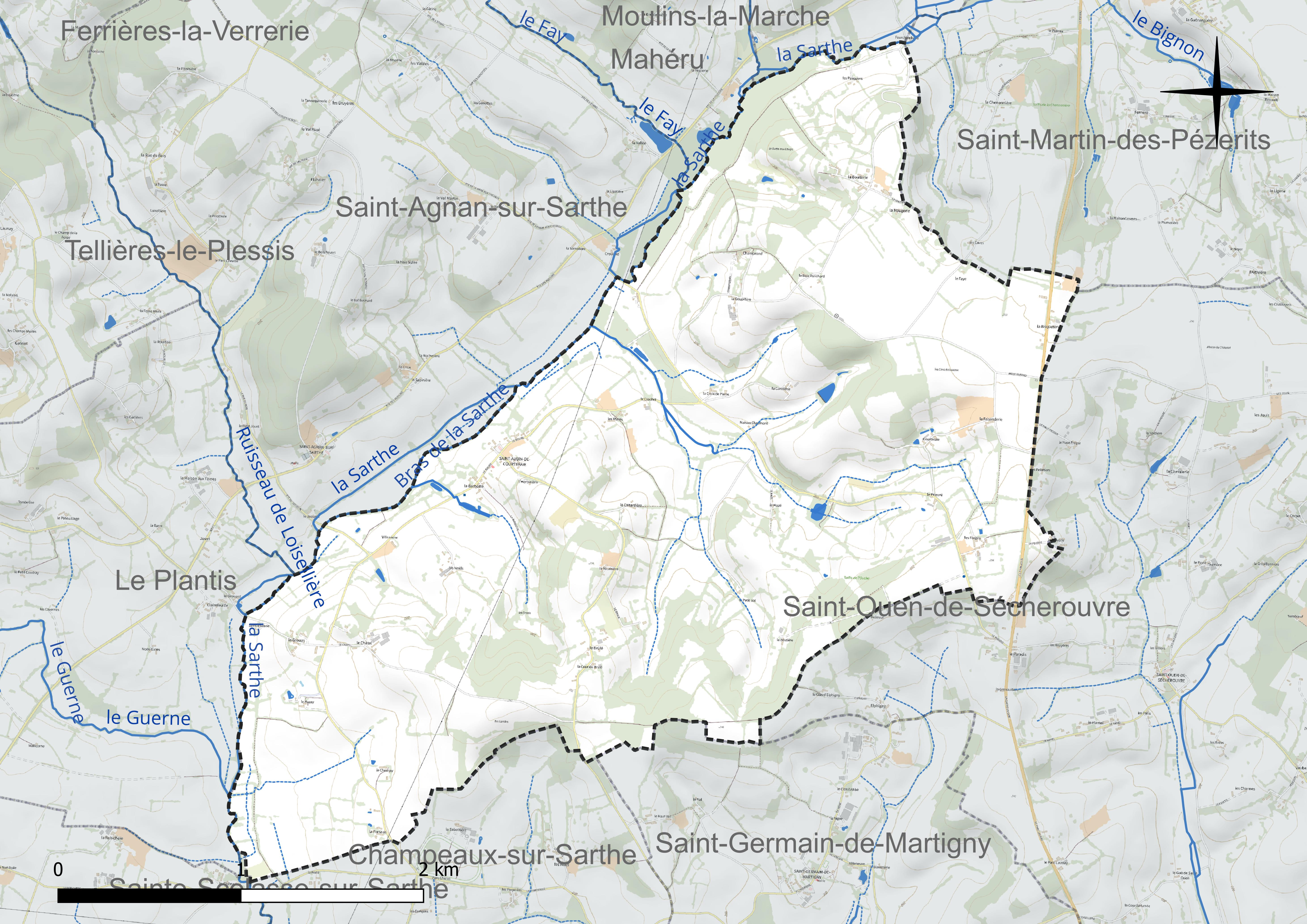
Réseau hydrographique de Saint-Aubin-de-Courteraie.

### Climat
Pour des articles plus généraux, voir Climat de la Normandie et Climat de l'Orne.
En 2010, le climat de la commune est de type climat océanique dégradé des plaines du Centre et du Nord, selon une étude du CNRS s'appuyant sur une série de données couvrant la période 1971-2000. En 2020, Météo-France publie une typologie des climats de la France métropolitaine dans laquelle la commune est exposée à un climat océanique altéré et est dans la région climatique Normandie (Cotentin, Orne), caractérisée par une pluviométrie relativement élevée (850 mm/a) et un été frais (15,5 °C) et venté. Parallèlement le GIEC normand, un groupe régional d’experts sur le climat, différencie quant à lui, dans une étude de 2020, trois grands types de climats pour la région Normandie, nuancés à une échelle plus fine par les facteurs géographiques locaux. La commune est, selon ce zonage, exposée à un « climat contrasté des collines », correspondant au Pays d'Ouche et au Perche et bénéficiant d’un caractère continental affirmé avec des précipitations atténuées et des amplitudes thermiques fortes.
Pour la période 1971-2000, la température annuelle moyenne est de 9,8 °C, avec une amplitude thermique annuelle de 14,2 °C. Le cumul annuel moyen de précipitations est de 789 mm, avec 12,5 jours de précipitations en janvier et 8 jours en juillet. Pour la période 1991-2020, la température moyenne annuelle observée sur la station météorologique la plus proche, située sur la commune de Saint-Hilaire-le-Châtel à 8 km à vol d'oiseau, est de 11,3 °C et le cumul annuel moyen de précipitations est de 732,0 mm,. Pour l'avenir, les paramètres climatiques de la commune estimés pour 2050 selon différents scénarios d’émission de gaz à effet de serre sont consultables sur un site dédié publié par Météo-France en novembre 2022.

## Urbanisme

### Typologie
Au 1er janvier 2024, Saint-Aubin-de-Courteraie est catégorisée commune rurale à habitat très dispersé, selon la nouvelle grille communale de densité à sept niveaux définie par l'Insee en 2022.
Elle est située hors unité urbaine et hors attraction des villes,.

### Occupation des sols
L'occupation des sols de la commune, telle qu'elle ressort de la base de données européenne d’occupation biophysique des sols Corine Land Cover (CLC), est marquée par l'importance des territoires agricoles (86,8 % en 2018), une proportion identique à celle de 1990 (86,8 %). La répartition détaillée en 2018 est la suivante : 
prairies (59,2 %), terres arables (27,3 %), forêts (13,2 %), zones agricoles hétérogènes (0,3 %). L'évolution de l’occupation des sols de la commune et de ses infrastructures peut être observée sur les différentes représentations cartographiques du territoire : la carte de Cassini (XVIIIe siècle), la carte d'état-major (1820-1866) et les cartes ou photos aériennes de l'IGN pour la période actuelle (1950 à aujourd'hui).

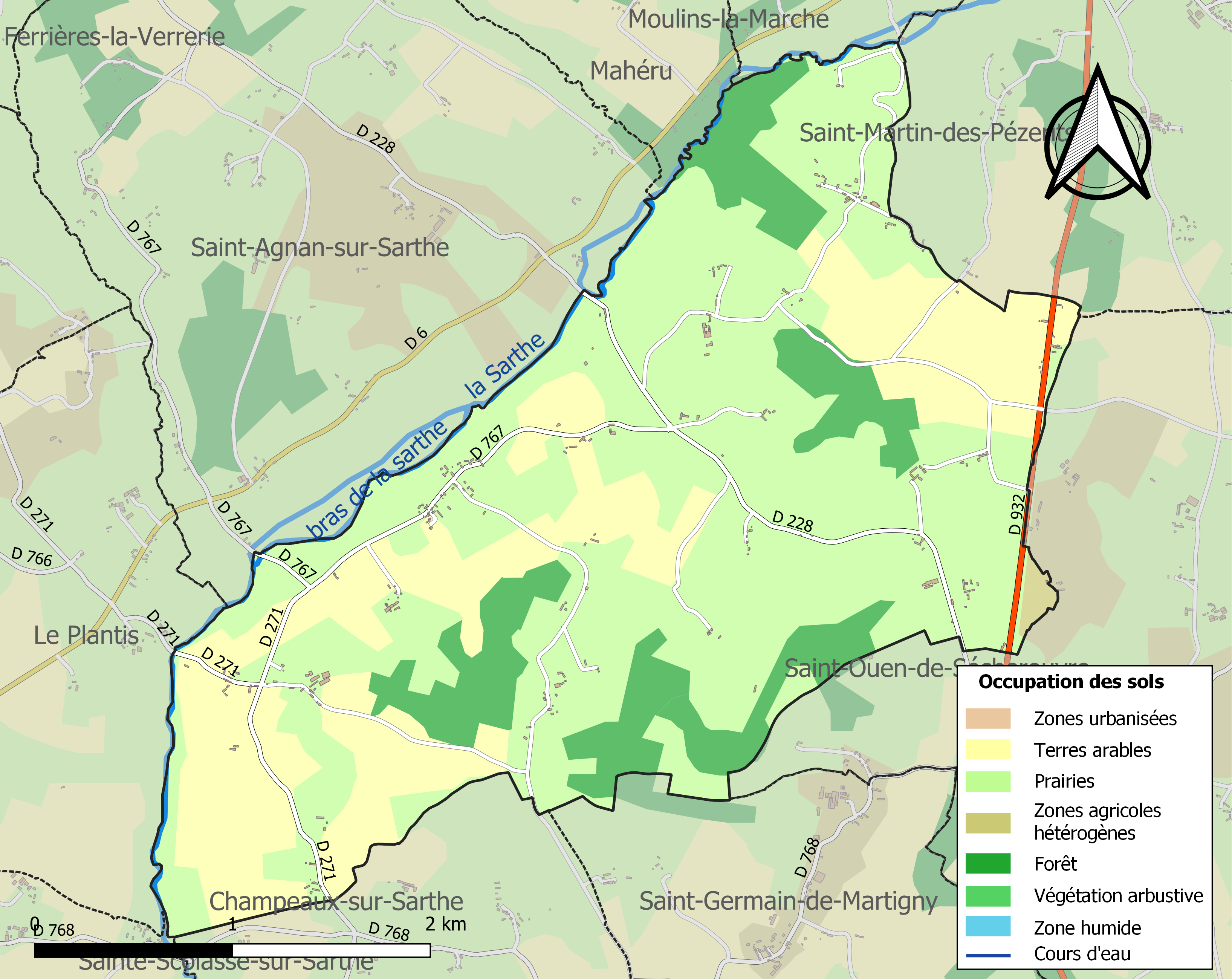
Carte des infrastructures et de l'occupation des sols de la commune en 2018 (CLC).

## Toponymie
L'hagiotoponyme de la localité est attesté sous la forme Sanctus Albinus en 1200.
La paroisse était dédiée à Aubin d'Angers, évêque d'Angers au VIe siècle.
René Lepelley considère que Courteraie est sans doute issu du bas latin riga (français raie) précédé de curtus (court) et pourrait donc avoir le sens de « petit terrain labouré ».
La paroisse de Saint-Étienne était quant à elle dédiée à Étienne, premier martyr de la chrétienté.
Les communes de Saint-Aubin-de-Courteraie et Saint-Étienne s'étaient respectivement appelées Vallée-sur-Sarthe et Étienne-sur-Sarthe à la Révolution.
Le gentilé est Saint-Aubinois.

## Histoire
En 1816, Saint-Aubin-de-Courteraie (474 habitants en 1806) absorbe Saint-Étienne (129 habitants),, à l'ouest de son territoire.

## Politique et administration
| Période                                  | Période   | Identité        | Étiquette | Qualité                                |
| ---------------------------------------- | --------- | --------------- | --------- | -------------------------------------- |
| avant 1981                               | ?         | Michel Perret   |           |                                        |
| juin 1995                                | mars 2001 | Jacques Bessard | SE        | Militaire, documentaliste scientifique |
| mars 2001                                | En cours  | Michel Lepoivre | SE        | Gérant de société                      |
| Les données manquantes sont à compléter. |           |                 |           |                                        |

Le conseil municipal est composé de onze membres dont le maire et trois adjoints.

## Démographie
L'évolution du nombre d'habitants est connue à travers les recensements de la population effectués dans la commune depuis 1793. Pour les communes de moins de 10 000 habitants, une enquête de recensement portant sur toute la population est réalisée tous les cinq ans, les populations de référence des années intermédiaires étant quant à elles estimées par interpolation ou extrapolation. Pour la commune, le premier recensement exhaustif entrant dans le cadre du nouveau dispositif a été réalisé en 2005.
En 2022, la commune comptait 130 habitants, en évolution de −2,99 % par rapport à 2016 (Orne : −3,21 %, France hors Mayotte : +2,11 %).
Saint-Aubin-de-Courteraie a compté jusqu'à 556 habitants aux recensements de 1821 et 1841, mais les communes de Saint-Aubin-de-Courteraie et Saint-Étienne, fusionnées en 1816, totalisaient 603 habitants en 1806.
| 1793 | 1800 | 1806 | 1821 | 1836 | 1841 | 1846 | 1851 | 1856 |
| ---- | ---- | ---- | ---- | ---- | ---- | ---- | ---- | ---- |
| 433  | 422  | 474  | 556  | 536  | 556  | 554  | 514  | 491  |

| 1861 | 1866 | 1872 | 1876 | 1881 | 1886 | 1891 | 1896 | 1901 |
| ---- | ---- | ---- | ---- | ---- | ---- | ---- | ---- | ---- |
| 469  | 433  | 406  | 395  | 407  | 364  | 337  | 324  | 297  |

| 1906 | 1911 | 1921 | 1926 | 1931 | 1936 | 1946 | 1954 | 1962 |
| ---- | ---- | ---- | ---- | ---- | ---- | ---- | ---- | ---- |
| 289  | 283  | 252  | 243  | 249  | 255  | 280  | 247  | 206  |

| 1968 | 1975 | 1982 | 1990 | 1999 | 2005 | 2006 | 2010 | 2015 |
| ---- | ---- | ---- | ---- | ---- | ---- | ---- | ---- | ---- |
| 175  | 156  | 151  | 127  | 111  | 136  | 138  | 140  | 135  |

| 2020 | 2022 | - | - | - | - | - | - | - |
| ---- | ---- | - | - | - | - | - | - | - |
| 131  | 130  | - | - | - | - | - | - | - |

| 1793 | 1800 | 1806 |
| ---- | ---- | ---- |
| 123  | 135  | 129  |

## Lieux et monuments
- Église Saint-Aubin (XIXe siècle). Elle abrite un retable, un tabernacle et un tableau du XVIIIe siècle[26], un tableau de l'Éducation de la Vierge du XIXe siècle[27], une statue de saint Blaise[28] et une statue de la Vierge à l'Enfant du XVIIe siècle[29], œuvres classées à titre d'objets aux Monuments historiques.
- Le monument aux morts.
- Le lavoir de la Barbotte.
- Le manoir de Courteraie.
- L'ancien prieuré.

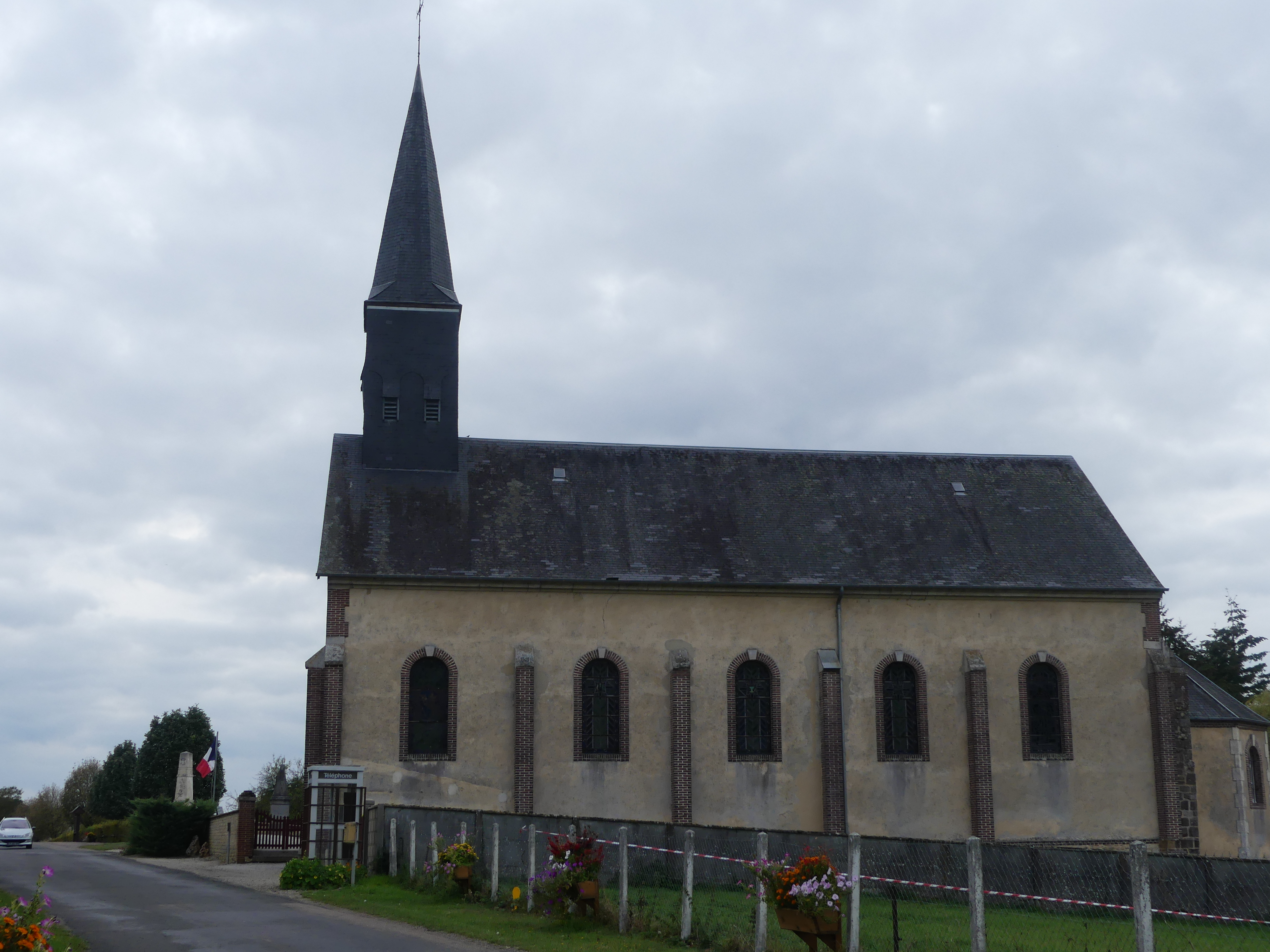
Église de Saint-Aubin.
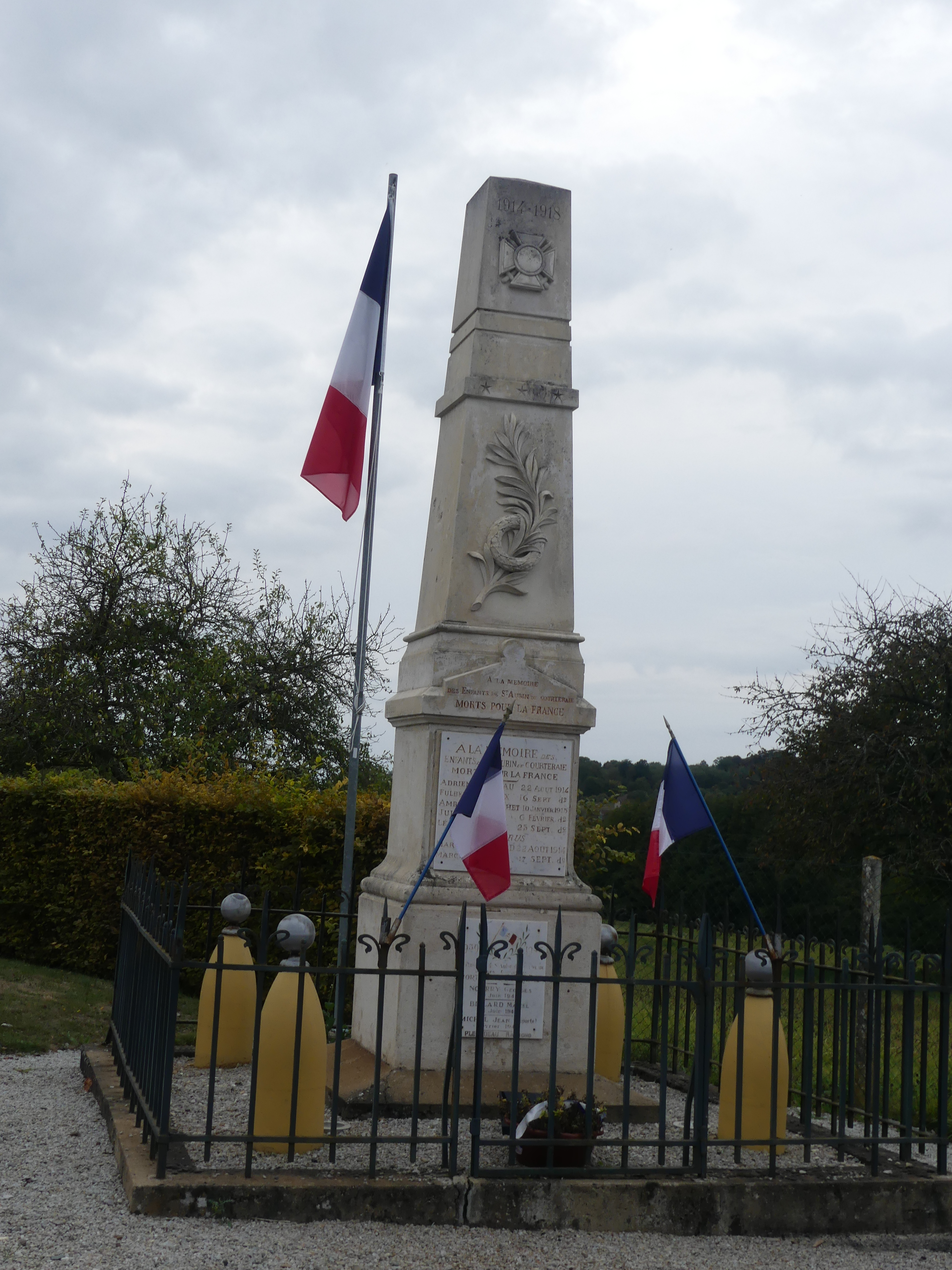
Monument aux morts.
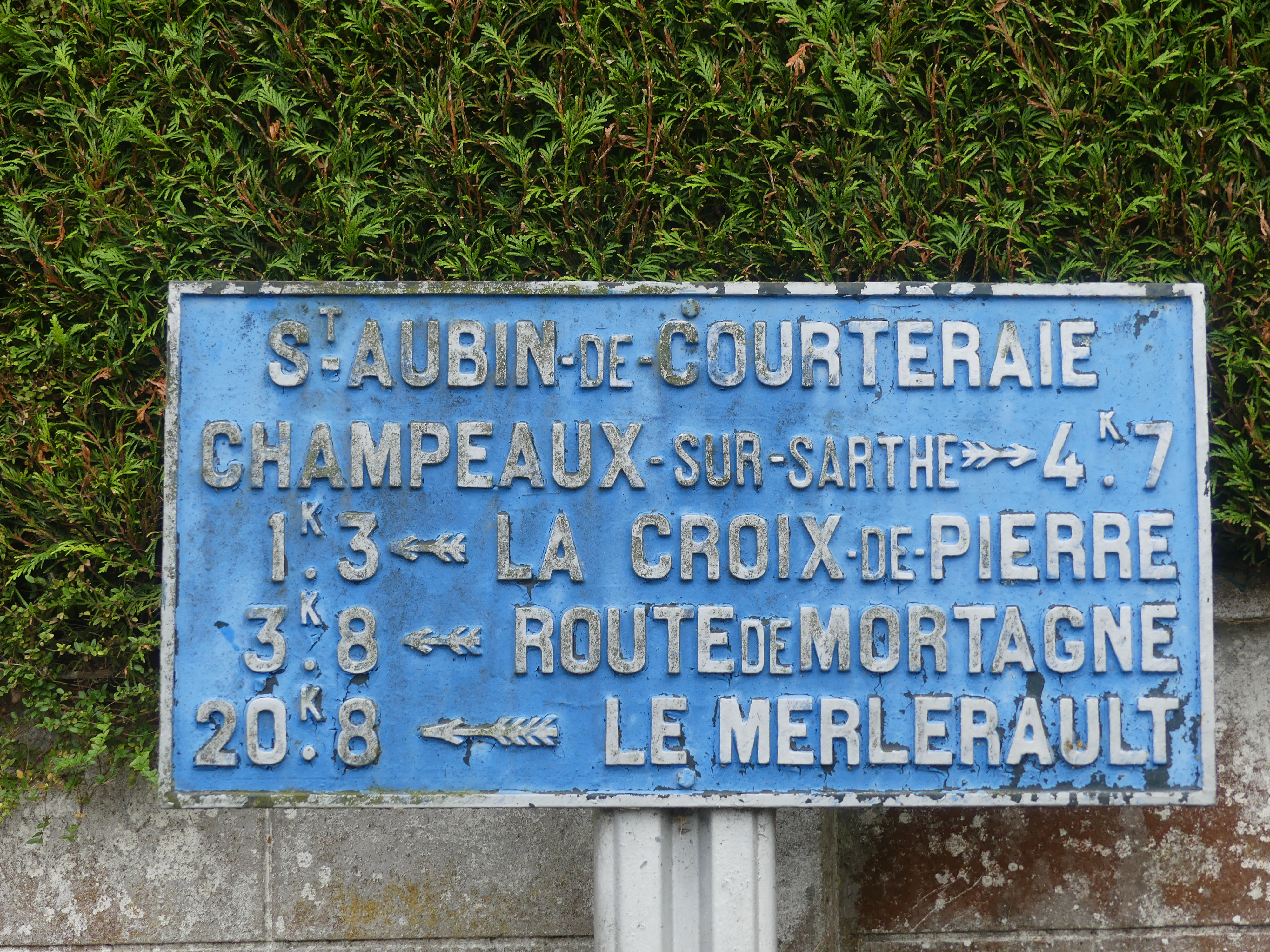
Plaque de cocher.
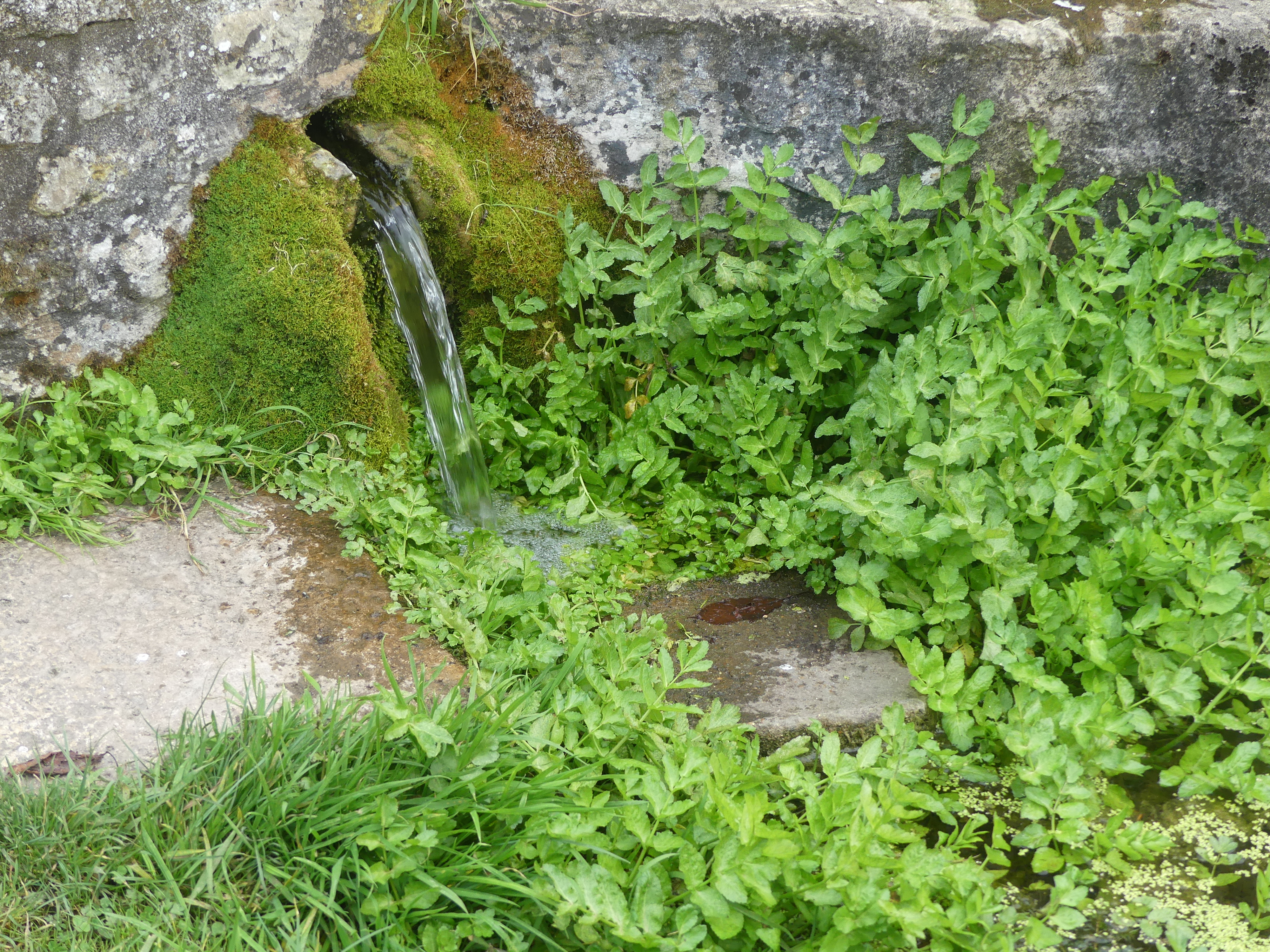
Source du lavoir à la Barbotte.

## Personnalités liées à la commune
- Pierre Bourge (1921 à Saint-Aubin-de-Courteraie - 2013), vulgarisateur en astronomie.

## Héraldique
| Blason de Saint-Aubin-de-Courteraie | Blason  | Parti : au 1er mi-parti d'argent à la croix de gueules chargée de neuf coquilles d'or, au 2e d'azur au bourdon d'or posé en bande accompagné de deux vertenelles fleuronnées la pointe tréflée d'argent, cloutées de sable, l'une en chef mouvant du flanc senestre, l'autre en pointe mouvant de la partition. |
| Blason de Saint-Aubin-de-Courteraie | Détails | Le statut officiel du blason reste à déterminer. |